# Szenci Collegium Oeconomicum
A szenci Collegium Oeconomicum mindössze 13 évig működött (1763–1776). Eszterházy Ferenc kancellár alapította. Ő fedezte a kollégium és tanári kara anyagi igényeit, Mária Terézia királynő pedig évi 1400, majd 2100 forinttal 20 magyar nemes ifjúnak, illetve kamarai tisztviselő fiának főiskolai nevelését és képzését biztosította. A Collegium Oeconomicum nevelési célja: az ország számára könyvvitelhez és különféle mérnöki munkakörök ellátásához értő szakemberek nevelése. A szenci piarista tanárok oklevelüket Bécsben a Zinzendorf főszámvevő hivatali elnöktől alapított és osztrák piaristáktól vezetett Rechnungskollegien-en (Könyvelői kollégium) szerezték. 
Egy szenci kurzus 3 (kivételesen 2) évig tartott, s csak ennek befejeztével vettek fel újabb 20 hallgatót. A főfelügyeletet a Helytartótanács gyakorolta: ő küldte ki a tanulmányi felügyelőket, hozzá kellett a rektornak félévenként felterjesztenie a tanulók minősítését, mellékelve a könyvviteli, építészeti, földmérési és stilisztikai dolgozatokat. Egy szenci kurzusba 20 hátrányos anyagi helyzetű ösztöndíjast vett fel a Helytartótanács, ill. a Magyar Kamara. Ezek közül 14 magyar nemes ifjú volt, 6 pedig magyar kamarai tisztviselő fia, függetlenül attól, hogy esetleg ezek is nemesi származásúak voltak. Segítő gesztus volt ez a rendszerint nagycsaládú kamarai tisztviselők felé. Nem érdektelen megemlíteni, hogy az intézmény valóban szociális célt is szolgált. Például Bittó Titusz 1769. augusztus 30-i felvételi ajánlásában az olvasható ki, hogy 14 testvére volt; apja Ignác szolgabíró. Ugyanebben a felterjesztésben Sánta Ferencnek 6, Hrabovszky Antalnak 7, Csörgey Lászlónak 6 testvérét említik. Kegly Károly és Bodó János pedig árvák. Pongrácz Ignácnak pedig 7 testvére volt. 
A Collegium Oeconomicumot 1776-ban tűzvész pusztította el. Eszterházy nem építtette újjá, hanem a tatai piarista gimnázium szenciéhez hasonló tantervű filozófiai kurzusára telepítette rá a királynő 20 tanulóját. Létrejött tehát a Studium Cameraticum Tatense, amely azonban csak 4 évig (1776 -1780) működött: II. Józsefnek a konviktusokat eltörlő rendelete vetett véget létének.
Elmondható, hogy a szenci Collegium Oeconomicum adta az országnak az első diplomás, nem autodidakta, mérnököket. A mintegy 200 itt végzett diákból számos kamarai mérnök, földmérő, vízimérnök, uradalmi mérnök működött az elkövetkező évtizedekben. Munkásságukról szépen tanúskodnak a fővárosi és a regionális levéltárakban nyilvántartott írott térképeik. A végzett diákok Testimoniuma (oklevele) azonban más pályákra is jogosított. Amennyire nyomon lehet követni életpályájukat, ott találjuk őket a dikasztériumi főhivatalokban és alárendelt szerveikben. Van, aki a szomolnoki rézbánya igazgatója, más az Erdélyi Kincstárnál számtiszt, a Helytartótanácsnál a generális kassza igazgatója, titkár, magasabb vagy alacsonyabb beosztású kancellista, a máramarosi sóbányák igazgatója, a visói erdészet vezetője, a sótutajoztatásnál mázsamester, sóperceptor, Felsőbányán kohófelügyelő - általában számviteli tiszti munkakörben, amelyre szintén jól felkészítette diákjait a sajátos tanulmányi rendű Collegium Oeeonomicum.